# Kadiri
Kadiri (Telugu కదిరి) ist eine Stadt im indischen Bundesstaat Andhra Pradesh.
Die Stadt liegt im Distrikt Sri Sathya Sai. Kadiri hat den Status einer Municipality. Die Stadt ist in 17 Wards gegliedert.

## Klima
Selbst im Sommer hat die Stadt aufgrund ihrer Höhenlage niedrigere Temperaturen als der Rest des Staates, der ein tropisches Klima besitzt.

## Demografie
Die Einwohnerzahl der Stadt liegt laut der Volkszählung von 2011 bei 89.429. Hindupur hat ein Geschlechterverhältnis von 1015 Frauen pro 1000 Männer und damit einen für Indien seltenen Frauenüberschuss. Die Alphabetisierungsrate lag bei 70,6 % im Jahr 2011. Knapp 54 % der Bevölkerung sind Hindus, ca. 44 % sind Muslime und ca. 2 % gehören einer anderen oder keiner Religion an. 11,3 % der Bevölkerung sind Kinder unter 6 Jahren.

## Infrastruktur
Die Stadt ist über einen eigenen Bahnhof und einen National Highway mit dem nationalen Schienen- bzw. Straßennetz verbunden.